# Cupramontana
Cupramontana est une commune italienne d'environ 4 468 habitants, située dans la province d'Ancône, dans la région Marches, en Italie centrale.

## Administration
| Période                                  | Période  | Identité   | Étiquette | Qualité |
| ---------------------------------------- | -------- | ---------- | --------- | ------- |
| 20 mai 2006                              | En cours | Fabio Fazi |           |         |
| Les données manquantes sont à compléter. |          |            |           |         |

### Hameau
Poggio Cupro

### Communes limitrophes
Apiro, Maiolati Spontini, Mergo, Monte Roberto, Rosora, San Paolo di Jesi, Serra San Quirico, Staffolo